# Bibelpapper

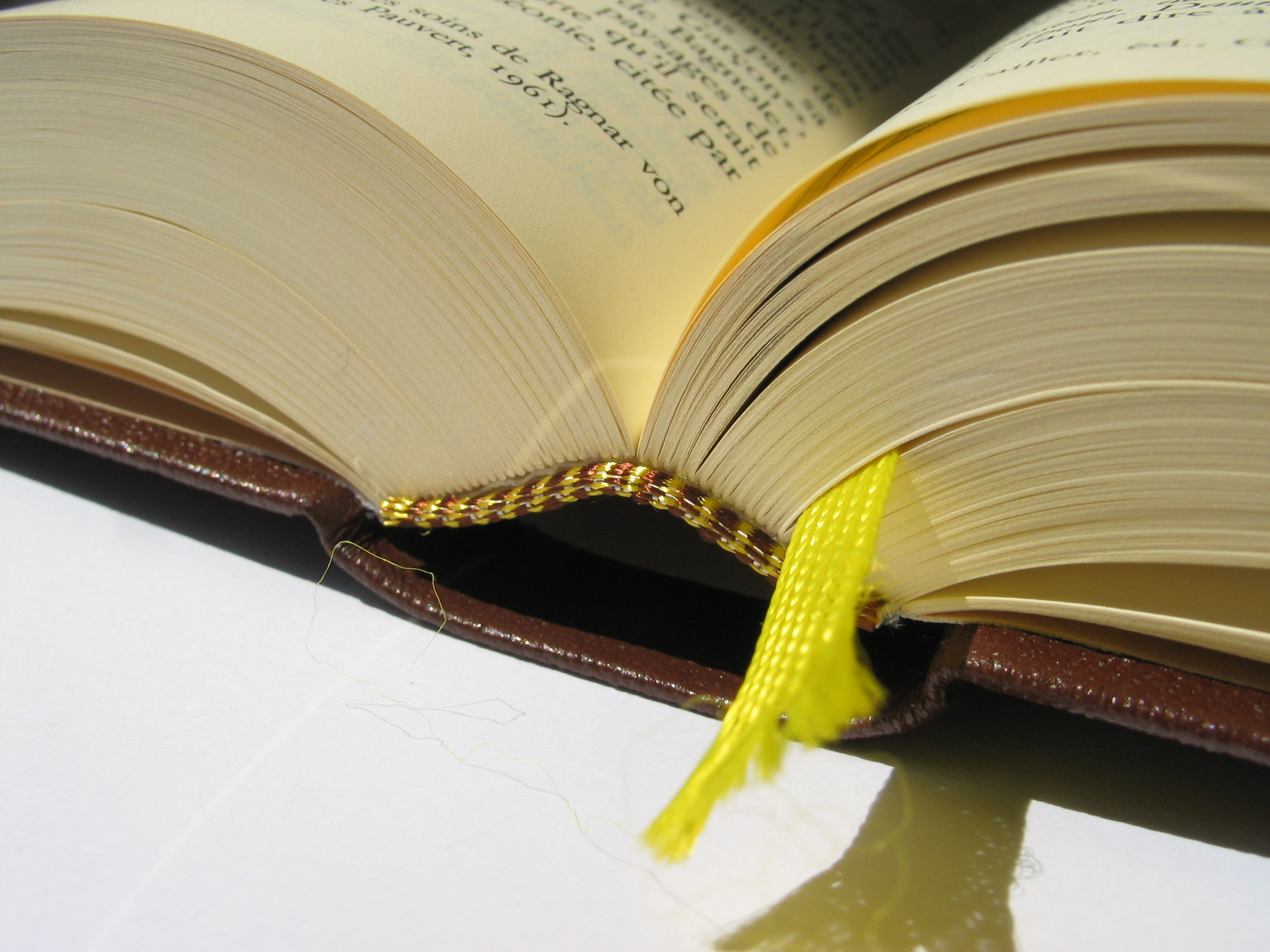
Bok utgiven av Bibliothèque de la Pléiade, tryckt på bibelpapper.

Bibelpapper är ett tryckpapper med låg ytvikt (ned till 15–30 gram per kvadratmeter) och hög opacitet, vilket ger liten genomsynlighet och god läsbarhet. Det används för dokument med stor informationstäthet, som läroböcker med stort antal sidor och tryck på båda sidor. Ett typiskt användningsområde är biblar och psalmböcker.
Bibelpapper används också för akvarellmålning, där dess hårdhet gör att den påförda färgen stannar på ytan, flyter omkring och skapar pölar och allmänt kaos.
Bibelpapper tillverkas oftast av blekt kemisk massa, ibland blandat med textilfiber, och med tillägg av titandioxid och andra pigment som förbättrar opaciteten.
Ett papper med liknande egenskaper är indiskt papper.